# Bruunshaab Gamle Papfabrik
Bruunshaab Gamle Papfabrik er en tidligere klædefabrik og senere papfabrik, beliggende i byen Bruunshåb 6 km sydøst for Viborg. 
I dag fungerer bygningerne som et arbejdende museum, hvor man kan se pap blive produceret på gamle maskiner i et fabriksanlæg, der stort set tager sig ud som i 1950'erne.

## Historie
I 1821 blev fabrikken opført som klædefabrik af fabrikant Bertel Bruun, hvis sønner Peter Daniel Bruun og Mads Pagh Bruun overtog fabrikken. Den sidstnævnte anlagde i 1852 en aflægger af virksomheden i form af klædefabrikken Ny Bruunshaab ved Aarhus, hvor han blev en meget fremtrædende borger og fik M.P. Bruuns Gade opkaldt efter sig.
Efter en stor brand på klædefabrikken i Bruunshåb blev der i 1909 opført en ny hovedbygning, tegnet af arkitekten Søren Vig-Nielsen. Indtil 1919 fungerede fabrikken som klædefabrik. Men i 1916 var den overtaget af A/S J. Smiths Papfabrik, som indrettede den til papproduktion, der startede i 1920.
Bygningerne har været fredet siden 1999.